# 林啟榮
林启荣（1821年—1858年），也作启容，廣西人，太平天國将领。

## 生平
林启荣是鎮守南京上游門戶九江將領，隸楊秀清部；參加金田起義，1853年為援救賴漢英被圍困於南昌，林與曾天養參與石祥禎領導的「西征」援軍，攻克安慶、九江；1854年擢殿右十二檢點，鎮守九江，九江外圍湖口則為太平軍另一將領羅大綱（又名羅亞旺）駐守，1855年1月击败湘军，斩清将童添云，后与石达开在湖口大败曾国藩，湘軍名將羅澤南不由得發出感嘆：「長毛軍容整齊，旗幟鮮明。林啟榮善戰，我等不如！」1856年武昌、汉阳失守后，再次擊敗湘軍來攻，林且因此被封贈太平天國「貞天侯」。1857年，清军掘壕三十里，三面合围，攻陷江北小池口与湖口，用水师封锁江面；他固守长江戰略咽口，屏障下游，孤军奋战；1858年5月19日，三十萬清军於久圍後爆破城墙，被李續賓、楊載福攻克九江，林啟榮及守城一萬七千名太平軍壮烈战死。

## 身后
李續賓將林開膛破肚，胃中只有青草，曾國藩見之動容，「林啟榮之堅忍，吾輩不能及也！」
事後李續賓以「設有脅從之民，必早投誠，設計逸出…」為藉口，下令盡屠城中二萬遺民，此為清滅太平天國三屠之一。